# گربه‌ماهی‌های سیلابی
گربه‌ماهی‌های سیلابی (نام علمی: Amblycipitidae) نام یک تیره از راسته گربه‌ماهی‌سانان است.